# Frutillaria edenensis
Frutillaria edenensis är en tvåvingeart som beskrevs av Richards 1961. Frutillaria edenensis ingår i släktet Frutillaria och familjen hoppflugor. Inga underarter finns listade i Catalogue of Life.